# Esztergomi vár
Az esztergomi vár a Duna jobb partján emelkedő, több mint ötven méter magas, szakadékos oldalfalakkal határolt magaslaton áll, a Komárom-Esztergom vármegyei Esztergom óvárosában. A vár Magyarország középkori történelmének kiemelkedő fontosságú helyszíne. Déli részén működik a Várszínház, a Magyar Nemzeti Múzeum Esztergomi Vármúzeuma, valamint a Panoptikum is. Az épületegyüttes 2008-ban elnyerte az Európai örökség helyszíne kitüntető címet, valamint része az UNESCO világörökségi javaslati listájának, továbbá Esztergom egyik legfőbb látnivalójának számít a bazilikával együtt. 2005-ben avatták fel a várnak a törökországi Ankarában felépített mását, az Estergon Kalesit.

## Története
Az esztergomi Várhegy királyi palotáját Géza fejedelem kezdte építeni a 10. század utolsó harmadában. Munkáját fia, István király folytatta; őt az itt álló templomban koronázták meg. A 11. század első évtizedében ő tette a várat a mindenkori a király egyik legfontosabb székhelyévé, ezzel Esztergomot a Magyar Királyság egyik központjává, érseki székhellyé. Nevelője, Szent Adalbert tiszteletére emelte Magyarország egyik első székesegyházát, a Szent Adalbert-székesegyházat.

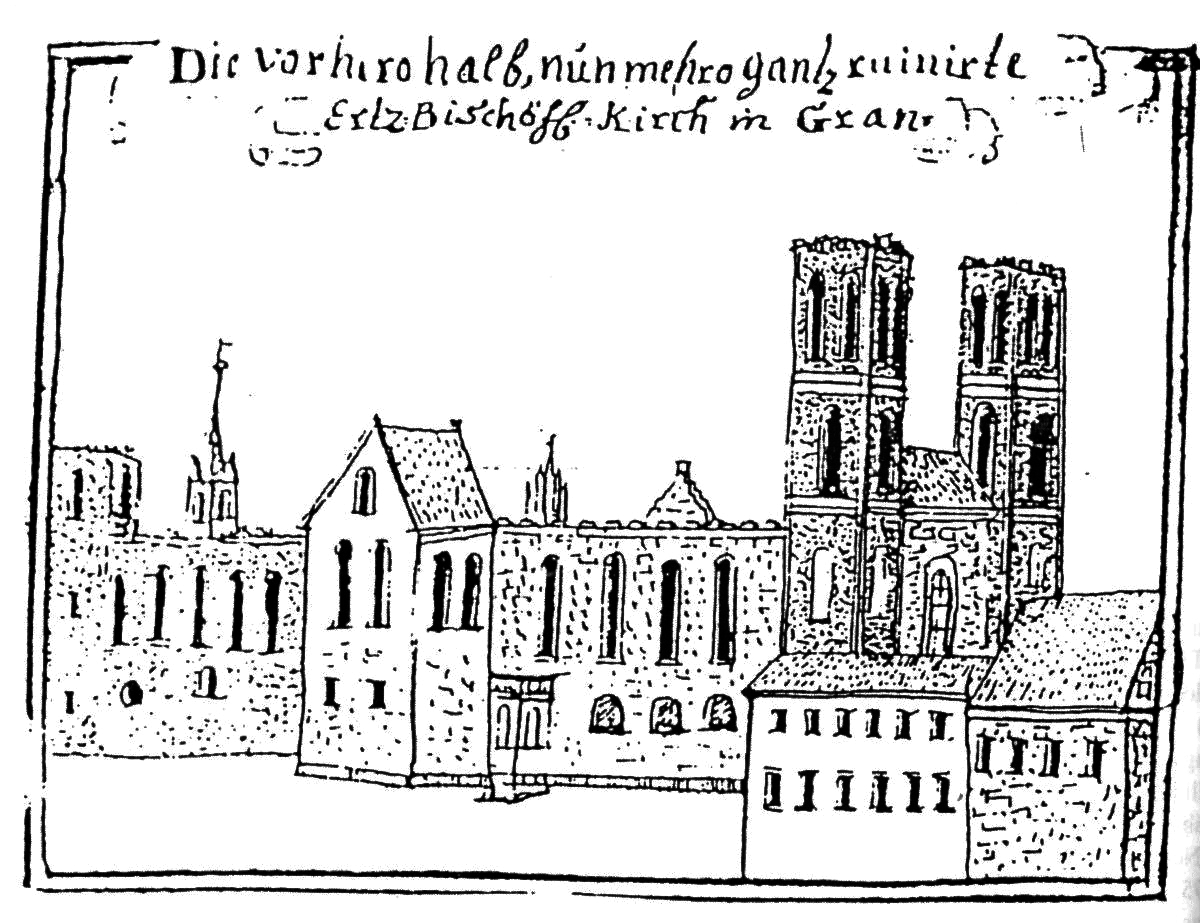
A vár és a Szent Adalbert-székesegyház a 18. században

A ma is látható lakóépületeket III. Béla király parancsára emelték külhoni építőmesterek. Ezzel alakult ki a déli sziklacsúcson az uralkodó székhelye, központjában a sokszögletű lakótoronnyal és a gyönyörű várkápolnával. Tőle északra egy kisebb dombon emelkedik a Szent Adalbert-székesegyház. Első jelentősebb ostromát az 1241-1242-es tatárjárás idején szenvedte el. A tatárok  elfoglalták és földúlták a királyi városrészt, de a kővárat a spanyol származású Simon ispán és fegyveresei megvédték. A 13. század második felében már az egész Várhegyet az esztergomi érsek birtokolta; az érsekek hatalmuk tudatában az uralkodóval is többször szembeszálltak. A 14. század elején a felvidéki vármegyéket uraló Csák Máté pusztította az érsekség birtokait. A várat a cseh származású Vencel király csapatai foglalták el, majd Vencel kivonulásakor azt a Kőszegieknek adták át. Károly Róbert 1307-ben ostrommal vette be a várat. Uralkodása alatt Esztergom felvirágzott. Az egyház jelentős építkezésekbe kezdett a Várhegyen. A város virágkorának csúcspontján, a reneszánsz műveltségű Vitéz János érseksége alatt épült a folyó felőli oldalon az ebédlőpalota és a várhegy Duna felőli oldalán az akkoriban európai hírű függőkert. A kert megmaradt teraszai az ezredfordulón is jól láthatóak a gazzal benőtt hegyoldalban.
A 16. században már a hódító török árnyéka vetődött az esztergomi érsek székhelyére. A várat I. Szulejmán szultán serege 1543-ban megostromolta és elfoglalta. A török megszállás idején fokozatosan dőltek romba a középkori magyar építészet remekműveiként számon tartott székesegyház és palotarészek. A Habsburg hadvezetés többször is elfoglalta, de az Oszmán Birodalom katonái ismételten visszavették a Buda körüli végvárrendszerük kiemelkedően fontos bázisát. 1594-es ostrománál esett el Balassi Bálint, a korszak legjelentősebb reneszánsz költője.1595-ben Mansfeld Károly parancsnoksága alatt álló keresztény seregek visszafoglalták a várat 10 évre, majd ismét török kézbe került. A „pogány” hatalmából véglegesen csak 1683 őszén szabadította fel Sobieski János lengyel király seregével, az ő emléktábláját a Duna menti Vízivárosban láthatjuk. A II. Rákóczi Ferenc vezette kuruc szabadságharcban történt az utolsó katonai esemény, amikor rövid ideig a felkelők tartották hatalmukban a várat.
A 18. században fokozatosan lebontották védőműveit, majd 1869-re elkészült a régebbi templom helyén a monumentális méretű Bazilika. Az egykori királyi székhely múltjának feltárását az 1930-as esztendőkben kezdték meg. 2000-ben a vár egyes részeit teljesen újjáépítették, és megkezdték a freskók feltárását, felújítását. 2008-ban, a Reneszánsz év keretében a vár déli pontján egy új tornyot építettek fel, ami a 2007-ben a vármúzeumban talált Sandro Botticellinek tulajdonított freskót, és a Vitéz János studiolóját védi a beázástól. A „Fehér torony” átadása, és egy Vitéz János emléktábla leleplezése 2009. május 13-án történt.

### Felújítás
A vár a Nemzeti Várprogram harmadik ütemének helyszíne volt.

## Védművei
1543-ban a török elfoglalta a várat. Fontos megemlíteni, hogy a tüzérség erejének növekedése miatt a hegytetőre épült várak sokat veszítettek jelentőségükből. Az újfajta és korszerű erődépítési technika az úgynevezett olasz várépítészetben mutatkozott meg. A várakat sík terepre építették, falaikat megvastagították, a tüzérség számára jó célpontot nyújtó magas tornyokat, falakat elbontották. Ötszög alaprajzú bástyákat építettek, előttük hatalmas, pásztázásra alkalmas árkokkal.
Mindezek tükrében tehát az esztergomi vár a 16. század második felére már elavult erődítménynek számított. Azonban kitűnő földrajzi helye miatt továbbra is fontos szerepet kapott a török kori háborúkban.

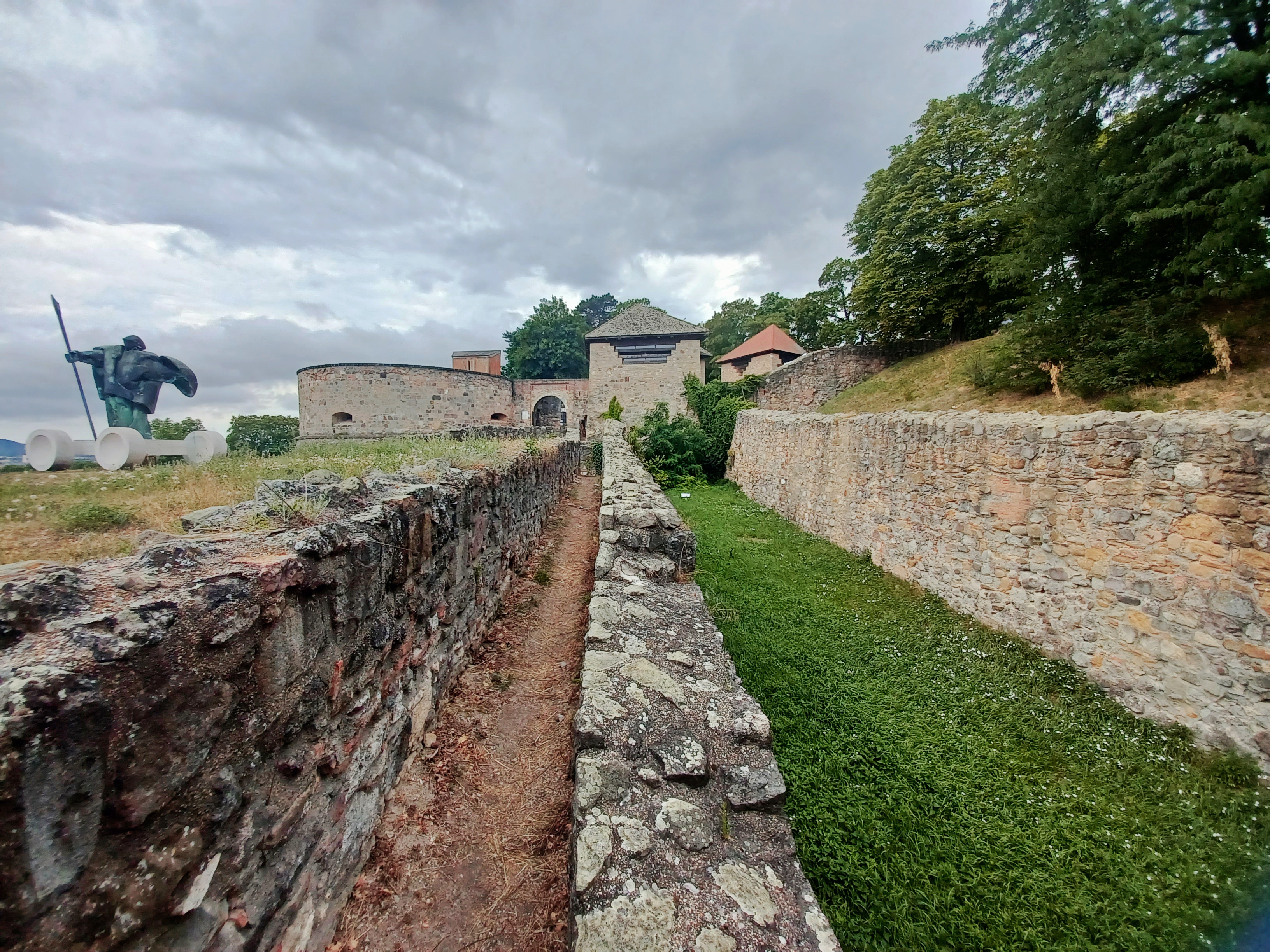
A vár déli kapuja. Balra a a kaput védő rondella, jobbra a feltárt szárazárok.

A vár egy mintegy 80–90 m magas hegyen feküdt. Alatta, a Duna partján terült el a Víziváros, szintén falakkal megerősítve. A Várhegytől DK-re magasodott a Szent Tamás-hegy, melyen szintén várat építettek, a törökök Tepedelennek mondták ezt a tojás alakú palánkerődöt. Ettől északra, szemben a várral állt egykor a Szent György-hegy, melyet a Bazilika építésekor elegyengettek. Mindkét magaslat nagyon fontos volt harcászatilag: kiváló helyet adtak az ágyúk felállítására és a Vár lövetésére.
A várfalak valószínűleg a hegy felső vonalát követték. A nyugati fal derékmagasságban ma is látható, a déli kapu-szoros és rondella szintén. De mégsem ezek a falak biztosították a vár megközelíthetetlenségét, hanem inkább a minden irányba meredek hegyoldal. Továbbá a Várhegy keleti oldalán, középmagasságban végighúzódó kifalazott oldalú, 3–4 m széles szárazárok és elé épített sáncmű biztosította a rohammentességet. Ezt a keleti oldalt a Bazilika építésekor feltöltötték, és egy hatalmas rámpát hoztak létre, mely a Székesegyházba vezet. Az árkot és a sáncot (a kazamatákkal együtt) elbontották ezen tereprendezés során. Jelenleg egy kisebb alagút, a Sötétkapu vezeti át a forgalmat a nagy rámpa alatt. Megjegyzendő, hogy ez az átjáró az egykori szárazárok nyomvonalán húzódik. Jelenleg az ároknak egy nagyobb feltárt része a vár déli kapuja mellett látható, illetve egyetlen megmaradt fala az északi rondella alatt, mely ahhoz csatlakozik.
Több hadmérnök is próbálkozott a vár elméleti modernizálásában, ezek között akad olyan terv is, mely az egészet lerombolta volna, és egy új, hatalmas olaszbástyás erődrendszert épített volna ki. Ezen ötletek pénz- és munkaerőhiány miatt nemigen valósultak meg.
A Vár a 18. századig szoros összeköttetésben volt az alatta fekvő Vízivárossal. Ketten együtt alkotottak egy hatalmas, bár hadászatilag nem túl nagy erőt képviselő erődítményt. A Vár két fő ponton volt összekötve a Vízivárossal: egyrészt a Veprech-torony és az északi rondella közötti hegyoldal védelmét biztosító kötőfallal (ennek romjai szintén megvannak), illetve a török bástyával.
A védműveket Barkóczy Ferenc érsek kezdte el lebontani a 18. század második felében. Halálával ezek a munkálatok is leálltak, de az 1820-as években megtörtént a végső tereprendezés, így a Vár védműveinek nagy része a föld alá került.

## Képgaléria

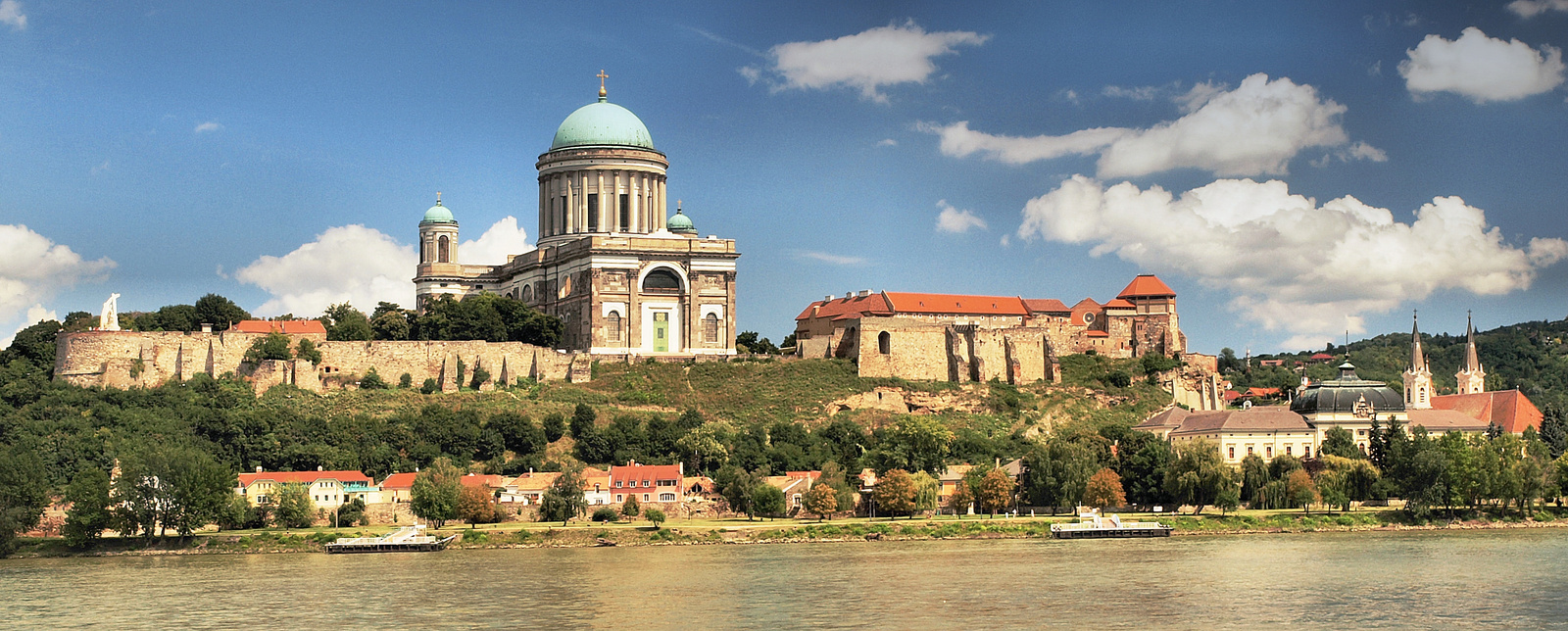
Az esztergomi várhegy a székesegyházzal és a mellette elterülő várral  Párkányból szemlélve
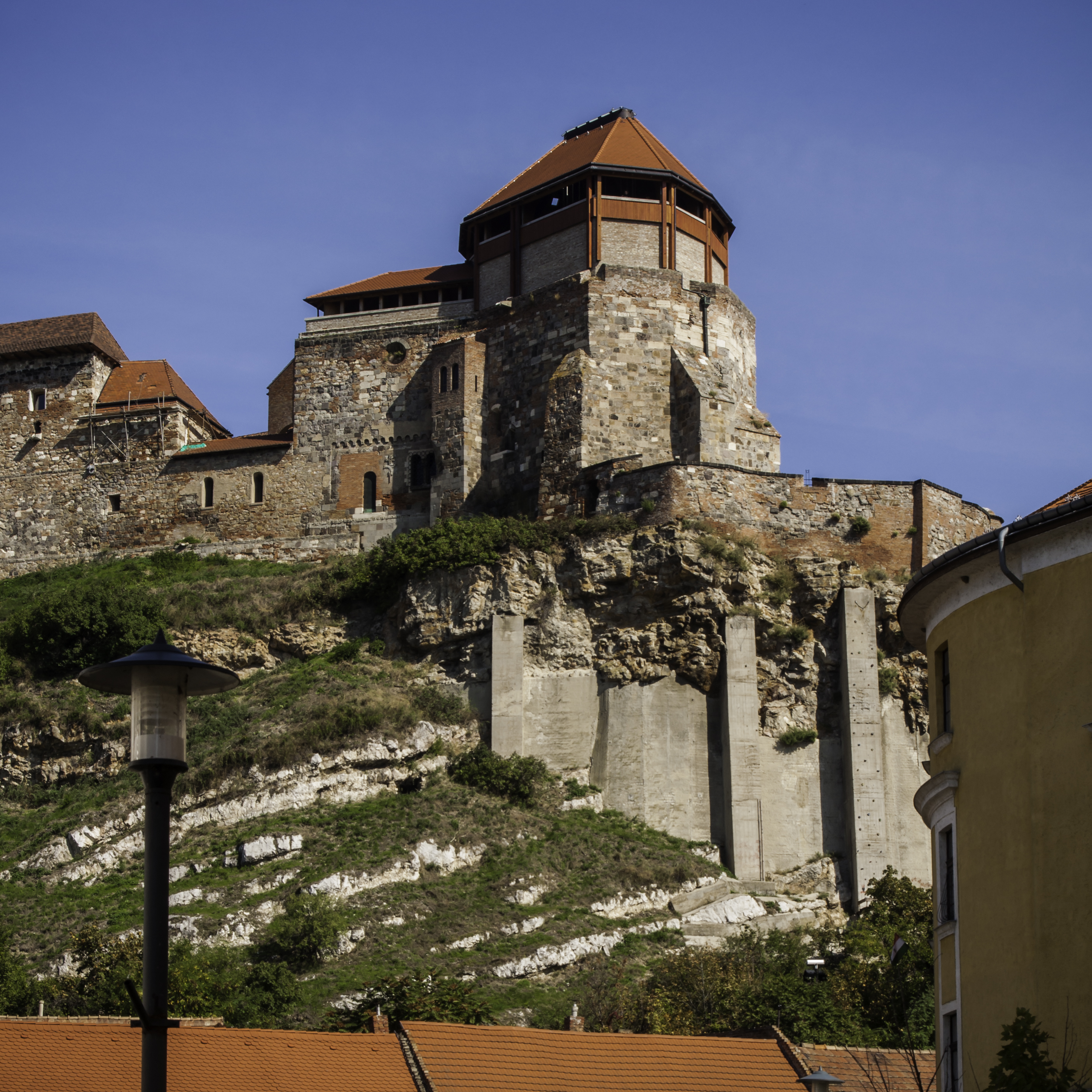
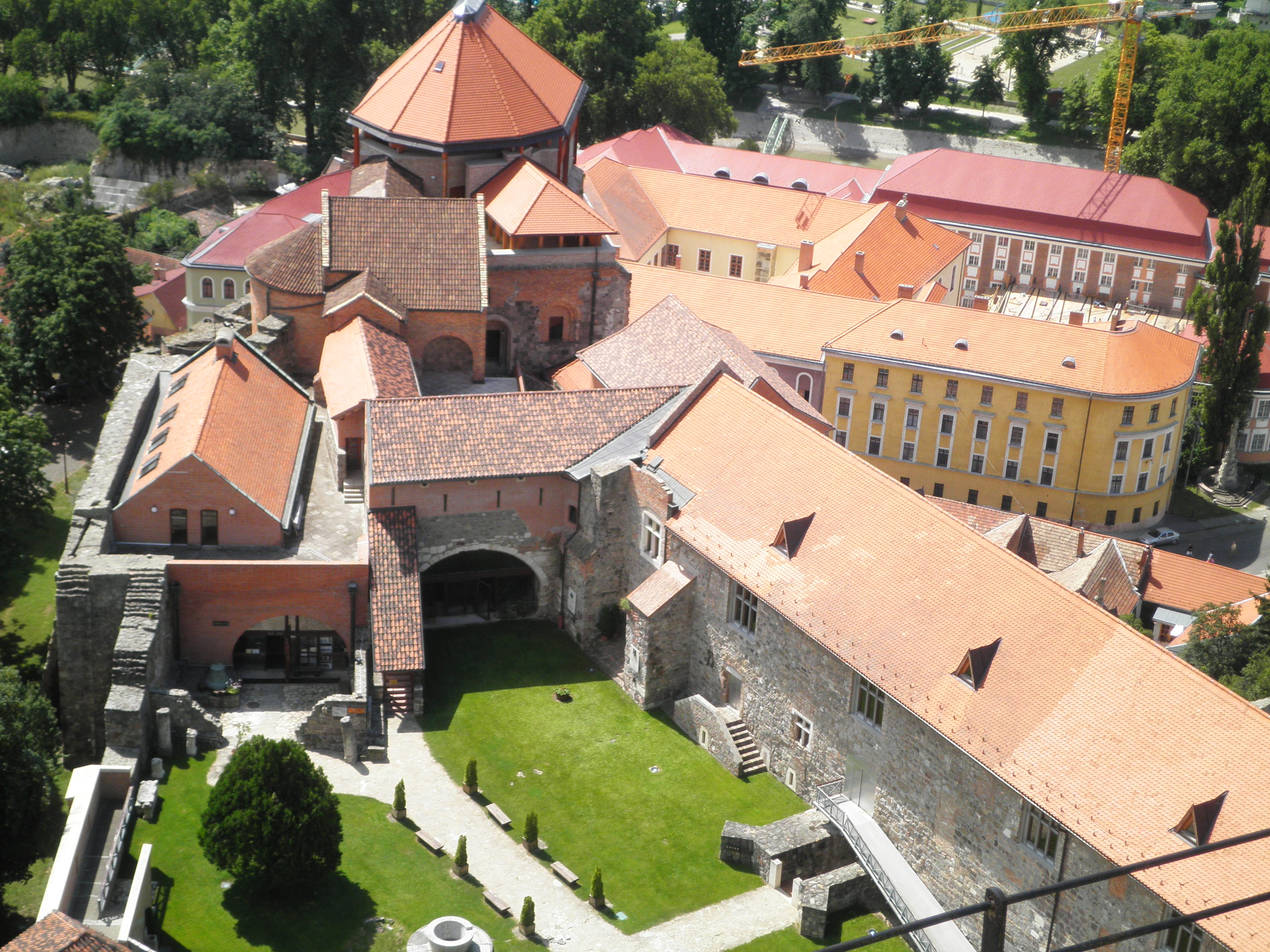
A Esztergomi Vármúzeum látképe a bazilikából nézve
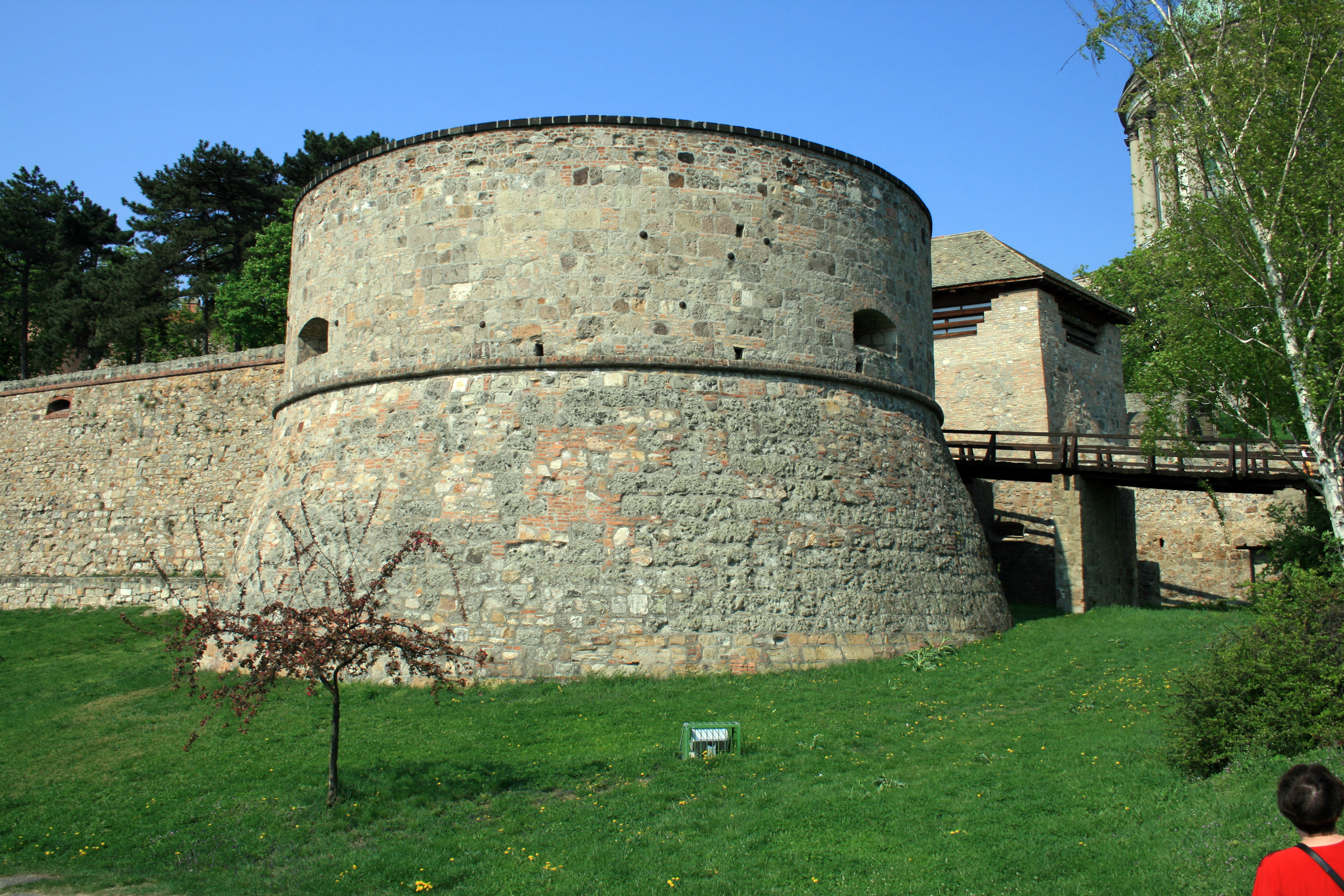
A vár erődjének déli részén megtalálható Budai kapu a parkból szemlélve
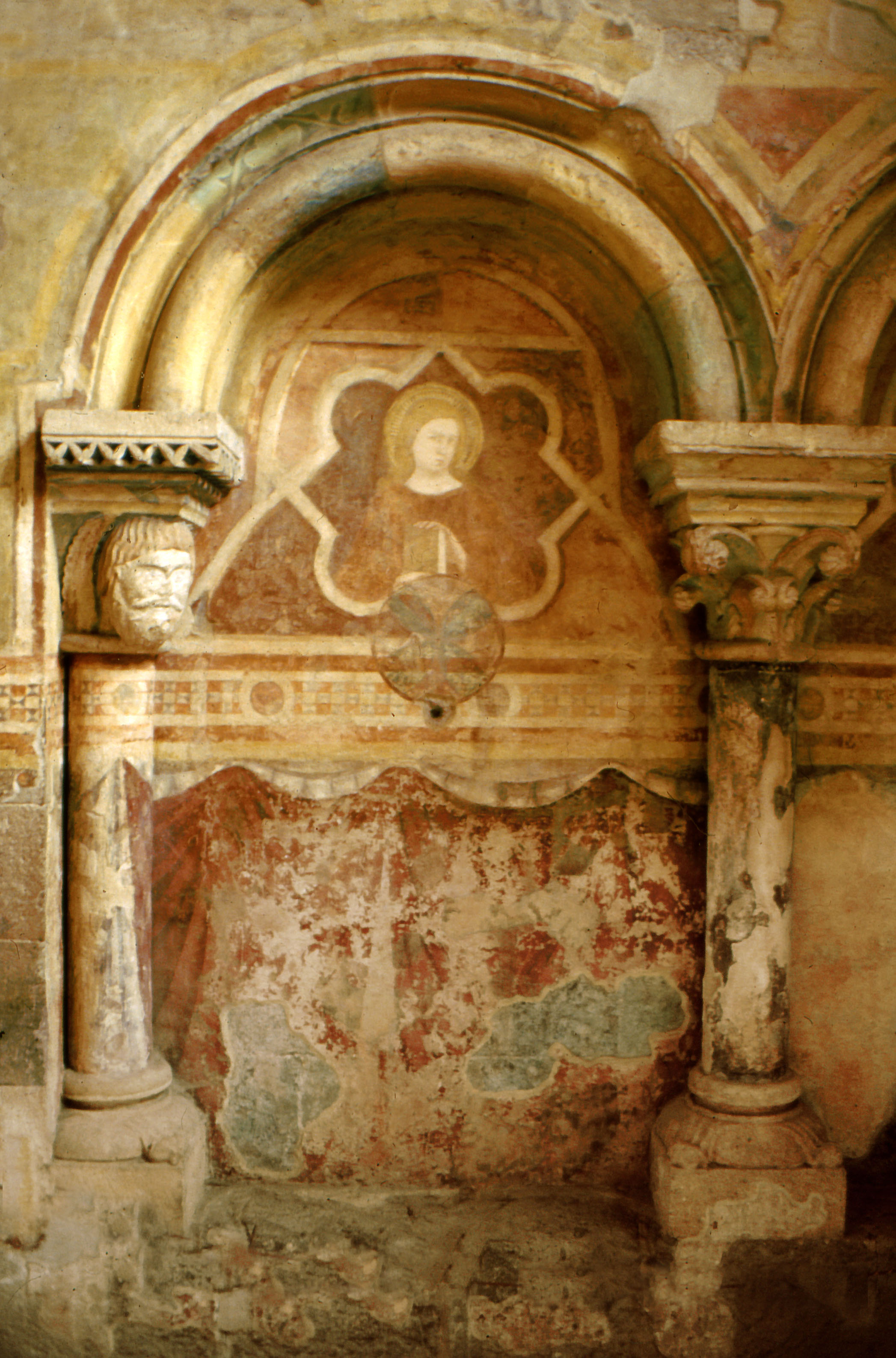
A Várkápolna falának részlete a Vármúzeumban
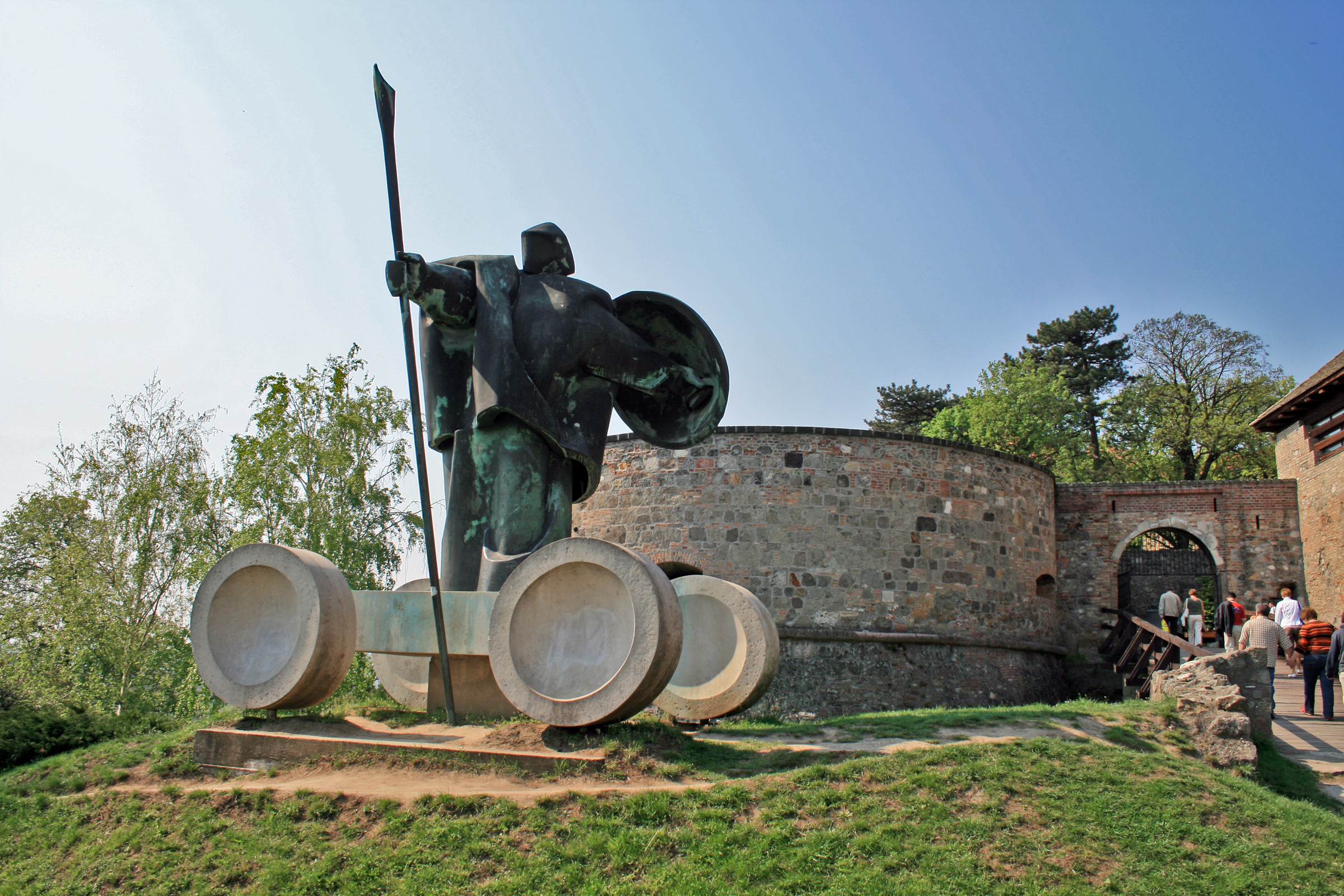
Vígh Tamás Városalapító című szobra
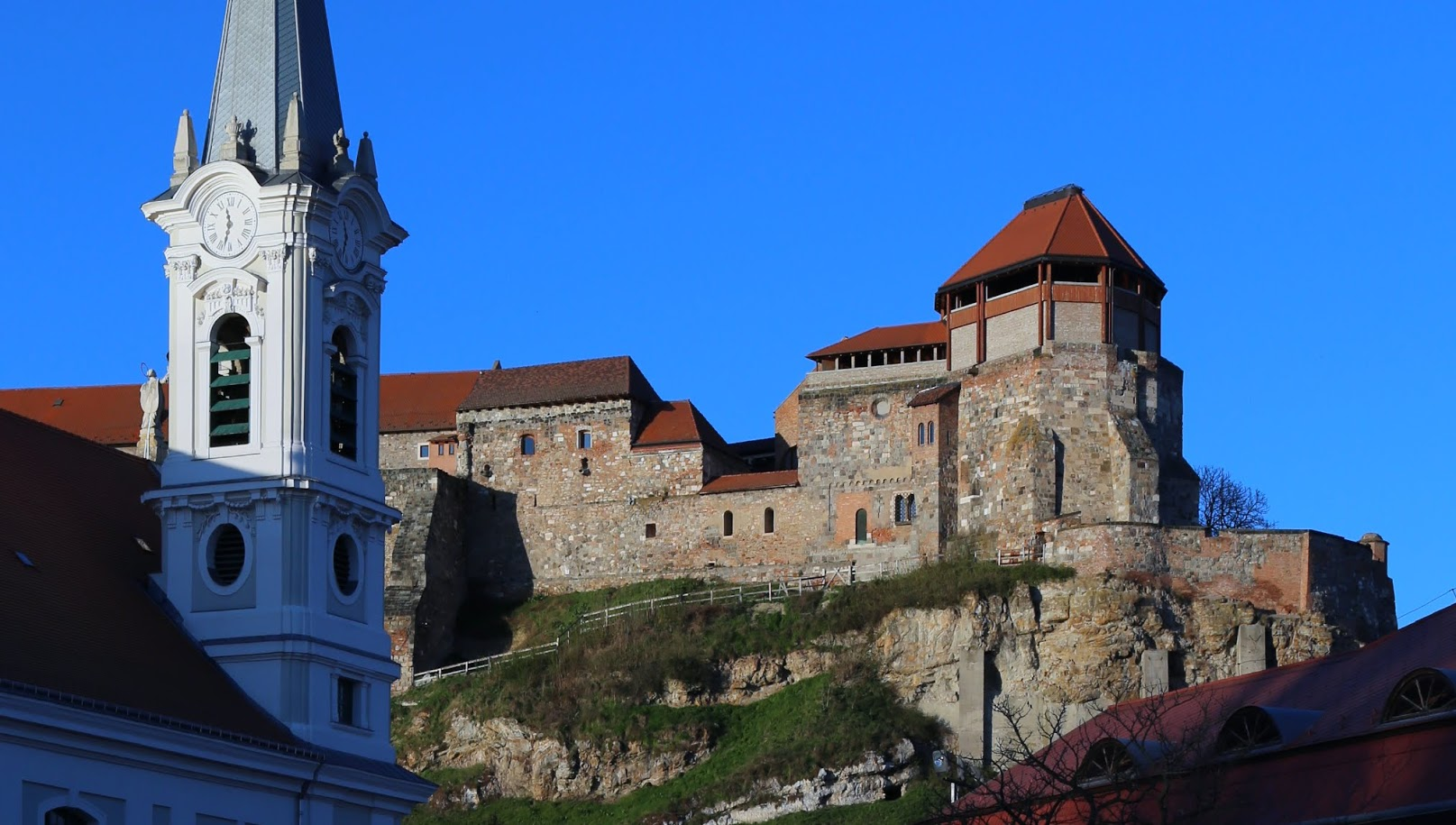
Esztergomi vár, Fehér bástya